# Procris
D'acord amb la mitologia grega, Procris (en grec antic Πρόκρις) va ser una princesa atenenca, filla d'Erecteu, tot i que hi ha una variant de la tradició que la considera filla de Cècrops.
Procris es casà amb l'heroi Cèfal, fill de Deíon, però va ser-li infidel amb Pteleont, que havia comprat el seu amor amb una corona d'or. Cèfal ho va descobrir i Procris va escapar-se a la cort de Minos. Aquest rei va voler seduir Procris, però Minos tenia sobre seu una maledicció de la seva esposa Pasífae: quan s'unia amb una altra dona, del seu cos sortien serps i escorpins que mataven la seva amant. Per lliurar-lo de l'encanteri, Procris li va donar una herba que li havia proporcionat Circe. Com a premi d'aquest favor, va reclamar dos regals: un era Laelaps, el gos que mai no deixava escapar la presa que perseguia i l'altre, la javelina que mai no errava el seu objectiu. Higí diu que aquests regals van ser fets per Àrtemis, a la que Procris havia anat a explicar els seus infortunis.
Més endavant, Procris, que temia la gelosia de Pasífae, va tornar a Atenes, on es va reconciliar amb Cèfal. Durant un temps van viure feliços, però Procris es va engelosir. El seu marit anava sovint de cacera i sospitava que les nimfes de la muntanya el voldrien seduir. Va preguntar a un servent, i aquest li explicà que després de la cacera cridava a una tal "Brisa" perquè li refresqués el seu ardor. Va seguir-lo a la següent cacera, però Cèfal, en veure uns matolls que bellugaven, llançà la javelina de Minos que no errava mai el blanc, i va matar Procris. Abans de morir, va entendre que el seu marit no li era infidel, i que la "Brisa" era el vent refrescant.